# Regierung der drei Kalöns
Die Regierung der drei Kalöns (1727–1728) war in der tibetischen Geschichte des 18. Jahrhunderts das aus den drei Ministern (tib. bka' blon; Kalön) Ngaphöpa Dorje Gyelpo (nga phod pa rdo rje rgyal po), Lumpane Trashi Gyelpo (lum pa nas bkra shis rgyal po) und Charaba Lodrö Gyelpo (sbyar ra ba blo gros rgyal po) bestehende Triumvirat, das unmittelbar nach der Ermordung Khangchennes die Macht in Lhasa übernahm. Die Zeit dieser Herrschaft fiel in das 5. und 6. Jahr der Yongzheng-Ära der Qing-Dynastie, sie wurde von Pholhane beendet.